# Papasula
Papasula is een geslacht van vogels uit de familie genten (Sulidae). 

## Soorten
Het geslacht kent de volgende soort: 
- Papasula abbotti – Abbotts gent